# Lena Waithe
Lena Waithe (Chicago, 17 de maio de 1984) é uma roteirista, produtora cinematográfica e atriz norte-americana. Ela estrelou a série de comédia dramática Master of None (2015-2017) da Netflix. Ela se tornou a primeira mulher negra a vencer o Emmy do Primetime de melhor roteiro em série de comédia em 2017 pelo episódio "Thanksgiving" de Master of None, baseado em sua experiência pessoal ao assumir sua sexualidade para sua mãe.
Lena é também a criadora das séries "The Chi" (2018-presente), "Boomerang" (2019-presente) e "Twenties" (2020-presente) na rede de canais Showtime. Ela atuou em Jogador Número Um de Steven Spilberg em 2018 e em 2019 escreveu e produziu o suspense Queen & Slim. Em 2020, ela estrelou um papel recorrente na série Westworld da HBO.

Lena foi inclusa na Time 100 como uma das pessoas mais influentes do mundo em 2018.